# Catoblepia orgetorix
Catoblepia orgetorix är en fjärilsart som beskrevs av William Chapman Hewitson 1870. Catoblepia orgetorix ingår i släktet Catoblepia och familjen praktfjärilar. Inga underarter finns listade i Catalogue of Life.

## Bildgalleri

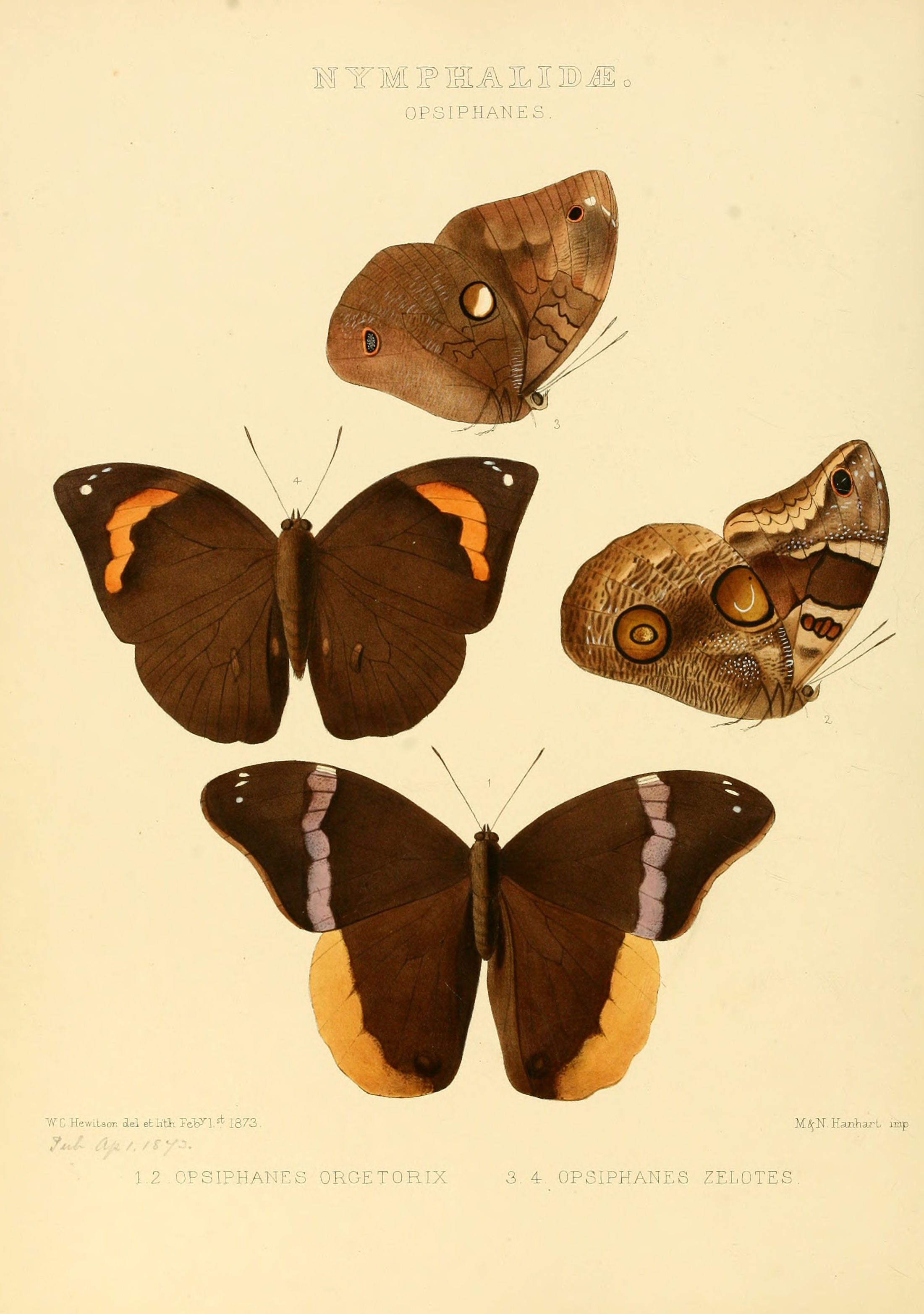